# Puig de les Agulles (Pontons)
El Puig de les Agulles és una muntanya de 841 metres que es troba al municipi de Pontons, a la comarca de l'Alt Penedès.